# 三井善忠
三井 善忠（みつい ぜんちゅう、1962年3月24日 - ）は、日本の俳優、声優。長崎県東彼杵郡東彼杵町千綿宿出身。CLEO所属。かつては劇団バーストマン、コスモプロジェクトに所属していた。
身長176cm。体重70kg。血液型B型。趣味は登山、ジョギング。特技は日舞、殺陣、水泳、映画鑑賞。師は俳優の大山克巳。

## 出演作品

### テレビドラマ
NHK
- 大河ドラマ
  - 春の波涛（1985年） - 座員
  - 独眼竜政宗（1987年）
  - 武田信玄（1988年） - 下男、兵
  - 翔ぶが如く（1990年） - 番兵
  - 太平記（1991年） - 大舎人
- 魚河岸ものがたり（1987年）
- 銀河テレビ小説 / 総務部総務課山口六平太（1988年） - 社員
- 晴のちカミナリ（1989年）
- 詩城の旅びと（1989年）
- 連続テレビ小説
  - 凛凛と（1990年） ‐ 松本巡査 役
  - 君の名は（1991年） - 忠公 役
  - ひまわり（1996年） - 周防健一 役
  - ちゅらさん（2001年）
  - 花子とアン（2014年）
- ドラマ新銀河
  - ラスト・ラブ（1995年）
  - 母の出発（1995年）- 康弘 役
- 精霊流し〜あなたを忘れない〜（2002年） - 親戚縁者 ※方言指導も兼任
- 探偵Xからの挑戦状!（2011年）
- 中学生日記 エイジトリップ - 父親

日本テレビ
- 外科医有森冴子（1990年）
- ジェラシー（1993年）
- 続・星の金貨（1996年） - 野村医師 役
  - 星の金貨 完結編スペシャル（1997年）
- 火曜サスペンス劇場 / 海の道（1997年） - 中野
- 世紀末の詩（1998年）
- 天使が消えた街（2000年）
- おせん（2008年）
- シロでもクロでもない世界で、パンダは笑う。（2020年） - 教頭

TBS
- 週末にラブソング（1988年）
- お見合いフルコース（1988年）
- 愛はどうだ（1992年）
- 月曜ドラマスペシャル / ブライダルコーディネーターの事件簿（1997年）
- ワンハート〜この空の下で〜（2003年） - 雨宮秀夫 役
- 月曜ミステリー劇場 税務調査官・窓際太郎の事件簿11（2004年） - 藤井逸雄 役
- 海に眠るダイヤモンド（2024年）- 端島の医師 役（第3話、5話、8話）※方言指導も兼任

フジテレビ
- 君の瞳をタイホする!（1988年）
- FROZEN NIGHT フローズンナイト〜凍てつく真夏の夜〜（1989年）
- 奇妙な出来事（1990年）
- 世にも奇妙な物語
  - 世にも奇妙な物語 秋の特別編 戦争はなかった（1991年）
  - 世にも奇妙な物語 春の特別編 ボランティア降臨（2009年） - 店長
- 忠臣蔵 風の巻・雲の巻（1991年）
- 金曜ドラマシアター / 主婦たちのざけんなヨII・夜のオツトメが怖い（1992年）
- チャンス!（1993年）
- 素晴らしきかな人生（1993年）
- ぽっかぽか2（1995年）
- もう我慢できない!（1996年）
- 踊る大捜査線（1997年）
- シングルス（1997年）
- 金曜エンタテイメント
  - ド借金夫婦の名推理（1998年）
  - 松本清張スペシャル・黒い樹海（2005年） - 柿坂哲夫
- アフリカの夜（1999年） - 福井県警捜査員
- 危険な関係（1999年）
- やまとなでしこ（2000年） - 仲買人
- カバチタレ!（2001年） - 裁判所の役員 (第2話), 区役所の役員 (第9話)
- 救命病棟24時（2001年） - 永尾弘正 役
- 非婚家族（2001年）
- 水曜日の情事（2001年）
- 傷だらけのラブソング（2001年）
- ロング・ラブレター〜漂流教室〜（2002年） - 大楠記者
- ランチの女王（2002年） - 小泉巡査 役
- いつもふたりで（2003年）
- 東京ラブ・シネマ（2003年）
- ビギナー（2003年）
  - 第1話 - 事務局長
  - 第7、8話 - 堀池靖 役
- 愛し君へ（2004年） - 小森 ※方言指導も兼任
- ディビジョン1（2004年） - 警察官
- 不機嫌なジーン（2005年）※方言指導も兼任
- サプリ（2006年）
- 遙かなる約束 〜50年の時を超えた運命の愛〜（2006年）
- 介助犬ムサシ〜学校へ行こう!〜（2007年）
- BOSS(2009年)
- CONTROL〜犯罪心理捜査〜（2011年）
- リーガル・ハイ（2012年） - 清川

テレビ朝日
- 七人の女弁護士（1991年）
- さすらい刑事旅情編（1992年）
- ラブストーリーを君に'92（1992年）
- 月曜ドラマ・イン / 青春の影（1994年）
- ふたり（1997年）
- 電磁戦隊メガレンジャー（1998年） - 黒沢先生 役
- 氷点2001（2001年）
- 土曜ワイド劇場
  - 交渉人（2005年） - 警官
  - 殺人予告（2011年）
- 相棒 Season8（2009年） - 柴田真 役
- 家政夫のミタゾノ（2019年） - 丹波貞雄 役

テレビ東京
- 女と愛とミステリー / ヘルパー春子の潜入記（2005年）

毎日放送
- 闇金ウシジマくん（2010年） - 坂本

群馬テレビ
- 遥かなる八月の詩（1992年） - 新宅次郎

BSフジ
- 港古志郎警視（2011年）

### テレビ番組
- 加トちゃんケンちゃんごきげんテレビ
- 芸術劇場「獏」
- 星新一ショートショート 運命、謎めいた女（2008年）
- 名医とつながる!たけしの家庭の医学（2019年）

### 映画
- 紅い眼鏡/The Red Spectacles（1987年） - 文明の部下
- 座頭市（1989年）
- トーキング・ヘッド（1992年） - 半田
- ガメラ 大怪獣空中決戦（1995年）
- ホワイトアウト（2000年） - 警官
- 精霊流し（2003年） - 高井 ※方言指導も兼任
- 映画 ひみつのアッコちゃん（2012年）
- 横道世之介（2013年） - 警官 ※方言指導も兼任
- ゲーテルの首
- 映画おいハンサム!!（2024年6月21日公開　山口雅俊監督-中華料理屋の店主役）

### 舞台
- 劇団ふるさときゃらばん公演
  - ホープランド
  - 雲たか山の鬼
  - 天狗のかくれ里
  - パパは家族の用心棒
  - あしたくる風
- 怪童堂公演「ドレッサー」
- あげまん
- 日青協公演
  - ウエディングベルが聞きたくて
  - ある日どこかで
- 劇団バーストマン公演
  - 俺たちは普通だ!
  - フォレストガンコ
  - 童Ri夢〜2000〜
- 川中美幸公演「天空の夢〜長崎お慶物語」
- 石川さゆり公演「長崎ぶらぶら節」※方言指導も兼任

### CM
- NTT東日本 マイナンバー制度
- JRビュー東日本
- 花王 スキンケア（2017）
- 柑気楼（2017）
- マーケロボ（2019年）
- オートベル（2020）
- AOKI（2020）
- よりそう葬儀社（2020）
- パスドラ（2021）

### ラジオドラマ
- 青春アドベンチャー

### テレビアニメ
- めぞん一刻（1986年）
- らんま1/2 熱闘編（1989年 - 1991年）

### OVA
- バリバリ伝説（1986年）
- 笑う標的（1987年） - 不良高校生C
- CBキャラ 永井豪ワールド「デビルワールド」（1990年 - 1991年） - ガラダK7、お掃除隊F
- めぞん一刻　番外編 一刻島ナンパ始末記（1991年） - 船の客
- 有閑倶楽部2 -香港より愛をこめて-（1992年）

## 方言指導
テレビドラマ
- わたしが子どもだったころ
- 砦なき者（2004年）

ラジオドラマ
- 乳房

舞台
- 宝塚歌劇団公演「長崎しぐれ坂」